# Mesía
Mesía es un municipio de España en la provincia de La Coruña, comunidad autónoma de Galicia.

## Geografía
Integrado en la comarca de Órdenes, su capital Juanceda, se sitúa a 46 kilómetros de La Coruña. El término municipal está atravesado por la autopista del Atlántico (AP-9), por la carretera nacional N-634, entre los pK 678 y 685, por las carreteras provinciales AC-223 (N-550-Juanceda) y  AC-524 (Órdenes-N-634) y por carreteras locales que permiten la comunicación entre las parroquias y con los municipios vecinos. 
| Noroeste: Abegondo      | Norte: Oza-Cesuras     | Nordeste: Oza-Cesuras y Curtis |
| Oeste: Frades y Órdenes |                        | Este: Vilasantar               |
| Suroeste: Frades        | Sur: Frades y Boimorto | Sureste: Boimorto              |

El relieve del municipio es bastante uniforme y llano, salvo por la parte septentrional y oriental, que es más accidentada por la presencia de los Montes da Tieira. Como cotas más altas destacan los montes Picoi (541 metros) y Montouto (541 metros).
El curso fluvial más importante con respecto a su caudal es el río Tambre, que hace de límite natural con Boimorto. Los cursos fluviales más importantes en cuanto a su recorrido por el territorio son el río Samo y el río Maruzo, afluentes del Tambre. El río Samo nace cerca de Picoi y recorre el concello por el norte, haciendo después de límite natural con Frades. 
La altitud oscila entre los 541 metros (Picoi) y los 300 metros a orillas del río Tambre. La capital municipal se alza a 405 metros sobre el nivel del mar.

## Geografía humana

### Demografía
Cuenta con una población de 2383 habitantes (INE 2024).
| Gráfica de evolución demográfica de Mesía entre 1842 y 2021                                                           |
| |
| Población de derecho según los censos de población del INE. Población de hecho según los censos de población del INE. |

## Parroquias
Parroquias que forman parte del municipio:
- Albijoy[3]
- Bascoy[3]
- Boado (Santiago)
- Bruma (San Lorenzo)
- Cabruy[3]
- Castro (San Sebastián)
- Cumbraos (Santa María)
- Juanceda[3]
- Lanzá (San Mamed)
- Mesía (San Cristóbal)
- Olas (San Lorenzo)
- Visantoña (San Martín)